# Tinnebach
Der Tinnebach (auch Thinnebach; italienisch Rio Tina) ist ein Bach in Südtirol. 

## Geografie
Der 13 km lange Bach ist ein rechtsseitiger Zufluss des Eisack. Er entspringt in den östlichen Sarntaler Alpen und fließt durch das Tinnetal zum Eisacktal hin. Sein Einzugsgebiet beträgt etwa 56 km². Das Quellgebiet des Tinnebachs befindet sich auf der zur Gemeinde Villanders gehörenden Villanderer Alm. Mit diversen Zuflüssen entwässert er auch die südseitigen Hänge von Kassianspitze, Plankenhorn, Lorenzispitze und Königsanger. 
Unterhalb seines etwa 7 km nordwestlich vom Dorf Villanders gelegenen Quellgebiets durchfließt der Bach zunächst die Tinneschlucht in Richtung Osten. Auf seinem Verlauf hat er fast nur linksseitige Zuflüsse. Unterhalb des Schlosses Gernstein vereinigt er sich mit dem von Norden kommenden Plankenbach (Weissenbach), seinem wichtigsten Zufluss. Von hier aus wendet er sich in südöstlicher Richtung gegen Klausen. Die Straße von Latzfons nach Klausen folgt hier dem engen Bachtal. Kurz vor der Mündung in den Eisack, westlich unterhalb des Säbener Bergs, überquert die Staatsstraße 12 bei Klausen den Bach. Der Tinnebach und seine Zuflüsse haben eine Gesamtlänge von etwa 112 km. An ihnen befinden sich mehrere Anlagen zur Stromerzeugung. Größere Ortschaften des Einzugsbereichs sind Latzfons und Klausen.

## Geschichte
Die kirchliche Grenze zwischen den Erzbistum Trient und der Grafschaft Bozen einerseits und dem Bistum Brixen und der Grafschaft Norital andererseits verlief teilweise entlang des Tinnebachs. Nachdem auch die Grafschaftsrechte durch eine Verfügung Kaiser Konrads II. aus dem Jahr 1027 (mit Nennung des Tinnebachs als in Tinna fluvio) an die jeweiligen Hochstifte fielen, bestand diese Landesgrenze bis in die Neuzeit. Der genaue Grenzverlauf war jedoch zwischen Territorialherren umstritten, da sie Besitzrechte am Bergrevier Pfunderer Berg bzw. Bergwerk Villanders beanspruchten. Erst mit der Säkularisation 1803 verlor die Demarkation ihre Bedeutung.
Erhebliche Bedeutung hatte der Bach für die städtische Entwicklung Klausens. In der Stadt bestand vor 1511 eine Brücke über den Tinnebach. Wiederholt führte der Bach Hochwasser, das die Stadt schwer in Mitleidenschaft zog. Hierbei nahm wiederholt die Stadtbefestigung erheblichen Schaden. Beim Hochwasser von 1584 kamen in Latzfons Menschen ums Leben. Im Jahr 1733 erfolgte eine Regulierung des Mündungsbereiches bei Klausen, dennoch konnten die Überschwemmungen nicht vermindert werden. Ein besonders heftiges Hochwasser ereignete sich 1921. Auch hierbei kamen Menschen ums Leben. Dieses Hochwasser führte zum definitiven Ende des Silberabbaus am Pfunderer Berg.

## Etymologie
Die Herkunft des Namens ist unsicher. Möglicherweise leitet er sich vom keltischen Verbstamm *tini- für „schmelzen“ ab.